# ناحیه ژانگگوئی‌ژوانگ
ناحیه ژانگگوئی‌ژوانگ (به چینی: 张贵庄街道، به پین‌یین: Zhāngguìzhuāng Jiēdào) یک نایحهٔ شهری تابع منطقه دونگلی در شهر تیانجین است. ناحیه ژانگجویژوانگ ۲٫۸۸ کیلومتر مربع مساحت و ۵۰٬۰۰۰ نفر جمعیت دارد.